# Livewires
Livewires est une mini-série de comics en six épisodes scénarisée par Adam Warren, dessinée par Rick Mays et publiée par Marvel Comics en 2005.

## Synopsis
La série met en scène une équipe d'être artificiels créé par le projet LIVEWIRE. Leur mission est de détruire d'autres projets de recherches top secrets non officiels.

## Personnages
- Homebrew, le spécialiste en équipement, créateur du matériel utilisé par l'équipe.
- Cornfed, dont l'estomac est une nano-usine multi-fonction, analyste pouvant se connecter à tout ordinateur et qui sert de 'réparateur' pour l'équipe.
- Social Butterfly, la spécialiste en interaction, pouvant générer des phéromones ou des ondes infra-soniques pour manipuler les humains.
- Gothic Lolita, constituée de nanomachines lui donnant une force incroyable.
- Hollowpoint Ninja, le spécialiste en armement et dissimulation.
- Stem Cell, qui remplace Homebrew au début de la série.